# Изключение, което потвърждава правило
Изключение, което потвърждава правило, е твърдение за частен случай, от което се подразбира, че в останалите случаи точно обратното нещо е вярно. Например от твърдението „Входът е свободен в неделя“ автоматично се подразбира, че по принцип (в дните освен неделя) входът е платен. Интересното в случая с тази фраза е, че поради неразбирането ѝ в днешни дни тя често е използвана в разговорната реч за да „защитава“ (на шега или не) истинността на неверни твърдения. Например, някой може да каже: „Пингвините са изключението, което са̀мо доказва правилото, че всички птици летят“. Това изказване е логически безсмислено, тъй като в случая изключението не доказва, а отрича твърдението. Съществува обаче и друга версия за значението на фразата, а именно, че „доказва“ в случая се използва със значението на „проверява“. Т. е. в случая с пингвините, изключението проверява и доказва, че твърдението, че всички птици летят, всъщност е грешно.

## Произход
Това е правен термин от латинския език. Тази фраза е използвана и в английското право през ранния 17 век. На латински, както са се пишели английските закони по това време, е гласяла „Exceptio probat regulam in casibus non exceptis“, което означава „Изключението потвърждава правилото в неизключените случаи“.
Най-старият известен случай на използване на тази логика в правото е от Цицерон през 56 пр.н.е. в защита на Корнелий Балбо. Балбо е обвинен, че незаконно е придобил римско гражданство, тъй като договорите с някои не-римски народи забраняват да им се дава гражданство и това според обвинителя по подразбиране трябва да се отнася и за случая с Балбо. Цицерон отговаря: „Ако изключението прави такова действие незаконно, тогава където няма изключение действието задължително трябва да е законно.“ („Quod si exceptio facit ne liceat, ubi <non sit exceptum, ibi> necesse est licere.“)